# Eleutherodactylus cubanus
Eleutherodactylus cubanus é uma espécie de anfíbio da família Eleutherodactylidae. Ela é endémica de Cuba.
Os seus habitats naturais são: florestas subtropicais ou tropicais húmidas de baixa altitude e regiões subtropicais ou tropicais húmidas de alta altitude.
Está ameaçada por perda de habitat.